# Étienne Pavillon
Étienne Pavillon (* 1632 in Paris; † 10. Januar 1705 ebenda) war ein französischer Jurist und Schriftsteller.

## Leben
Pavillon war ein Neffe des Bischofs von Alet Nicolas Pavillon. Er studierte Theologie und wechselte später zu den Rechtswissenschaften Nach erfolgreichem Abschluss seines Studiums war Pavillon als Staatsanwalt in Metz, im Département Moselle tätig.
1691 berief ihn die Académie française zum Nachfolger des verstorbenen Schriftstellers Isaac de Benserade (Fauteuil 7); ihm selbst folgte 1705 der Bischof von Avranches, Fabio Brûlart de Sillery, auf diesem Platz nach.
1701 wurde Pavillon Mitglied der Académie des Inscriptions et Belles-Lettres.
Voltaire bezeichnete Étienne Pavillon als … doux maix faible Pavillon.